# 绒巴族

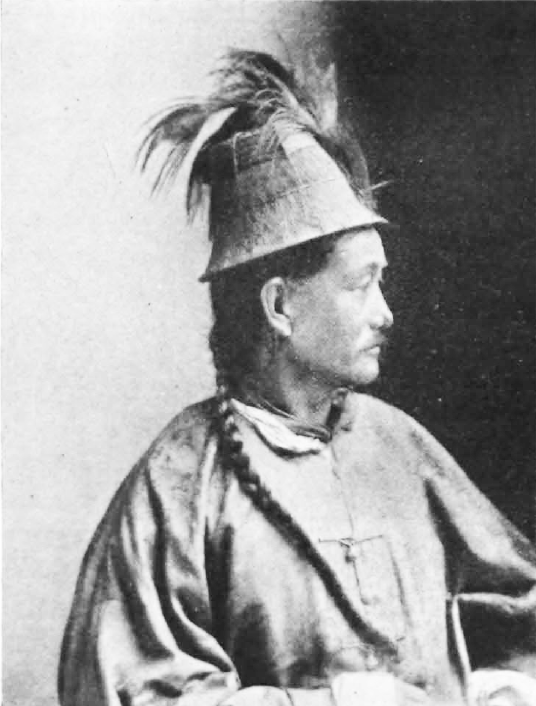

绒巴族（锡金语：རོང་པ，Rongpa）或绒人、绒族［绒巴语：，Plaisier转写：Róngkup，意卽“Róng”之子；绒巴语又作：，Plaisier转写：Mútuncí Róngkup Rumkup］，被印度、尼泊尔人称为雷布查人（Lepcā/Lepce/Lāpcā/Lāpce），主要分布在印度的锡金邦和西孟加拉邦大吉岭一带，亦分布于不丹西部、尼泊尔东部。操绒巴语（雷布查语），是第一批抵达锡金的居民。该族原爲藏族的一支，与藏族在经济、文化方面保持着密切的联系、並長期通婚。人口大約五萬。

## 族源
一説他们是土著，另一説他们來自西藏東南。

## 歷史
绒巴族在十七世紀前的歷史不可考。绒巴族的史書Chunakh-Aakhen記載，西元前四世紀亞歷山大大帝東征時，绒巴族國王Pohartak Panu派兵到塔克西拉，為孔雀王朝旃陀羅笈多大帝助戰。

## 语言文字
绒巴语（绒巴语：Rongke），属汉藏语系藏缅语族，语支未定，比较接近广义基兰蒂语群、藏-喜马拉雅语群。
绒巴族有书写绒巴语的专用文字，即绒巴文，绒巴文由藏文发展而来，早年受汉文化影响而竖写，后来横写时文字随之被逆时针旋转了90度角，导致藏文有头体的“头”跑到了文字的左侧，永远“连”不起来的奇怪现象，所幸绒巴文是无头体。同时，这也使藏文字丁现象消失，降低了文字的复杂度。他們多數以錫金語與尼泊爾語為第二語言。

## 社会文化习俗
目前还有原始公社制残余，不久前还有贩卖奴隶的现象。财产按父系继承，动产诸子平分，不动产归长子。
绒巴族盛行买卖婚姻，一妻多夫制普遍存在，父母不过问儿女亲事，亲事由头人提议，双方舅舅、叔叔或祖父协商决定。“订婚”后，吉日由喇嘛占星决定，此后，男方的舅舅会献给女方的舅舅一条哈达、一条围巾和一卢比（锡金已成为印度控制下的邦）的钱，以得到女方的正式认可。
吉日上，新郎全家会带着彩礼（这也是给新娘的舅舅的）去新娘家赴宴（当地人称婚宴为），喜筵是由新娘的父亲安排的，意味着双方婚姻关系的确定。
绒巴人把性行为当作日常的消遣，从10至11岁开始并持续终生。失贞不被当作问题，反而被当作“期待”出现的事。丰收节，绒巴自制药液以促进丰收，此时，四至五岁的孩子们在年长者的鼓励下模仿互相性交。

## 宗教信仰
今天，大多数绒巴族人信仰哲雄巴族人从西藏带来的藏传佛教：根据尼泊尔2001年的人口普查，在尼的3660绒巴人中，88.80%信仰藏传佛教，7.62%改信印度教。而在在1835年被割出锡金的大吉岭与噶伦堡的山地，很多绒巴人改信基督教。同时，仍有一部分绒巴人坚持自己的传统信仰——一种类似苯教、巫覡宗敎崇敬Mun的原始宗教。根据目击报告，苯教和藏传佛教的宗教仪式时常一个接一个地并行举行。实践上，祛病、消灾仪式由“苯教”祭司主持，葬式（火葬、土葬、水葬）由喇嘛决定，祭司社会地位极高。